# Saint-Paul-lès-Durance
Saint-Paul-lès-Durance település Franciaországban, Bouches-du-Rhône megyében. Lakosainak száma 886 fő (2022. január 1.). Saint-Paul-lès-Durance Jouques, Ginasservis, Rians, Vinon-sur-Verdon és Beaumont-de-Pertuis községekkel határos.

## Népesség
A település népessége az elmúlt években az alábbi módon változott:
| Lakosok száma | 503  | 461  | 643  | 956  | 937  | 841  | 871  | 885  | 891  | 886  |
|               | 1968 | 1982 | 1990 | 2006 | 2013 | 2015 | 2017 | 2019 | 2020 | 2022 |